# 岩手トヨペット
岩手トヨペット株式会社 (いわてトヨペット) は、岩手県盛岡市に本社を置くトヨタ自動車の販売系およびトヨペット店チャネルの専属ディーラーである。

## 概要
岩手県内全域においてトヨペット店を展開しており、高級車ブランドレクサスも取り扱っている。岩手トヨタ自動車（トヨタ店）とネッツトヨタ岩手（ネッツ店、旧：トヨタオート岩手）とトヨタカローラ南岩手（トヨタカローラ店）はグループ会社である。そのうち、2店舗はネッツトヨタ岩手との共同店舗である。

## 沿革
- 1956年6月 - 富士製鐵釜石製鐵所の構内輸送を請け負っていた旭輸送の創業者である元持儀左衛門が、岩手県におけるトヨペット店の運営権を獲得し、岩手トヨペット販売株式会社として設立[1]。
- 1957年2月 - 現社名へ商号変更。
- 1971年1月 - 現在地に本社屋完成。
- 2005年8月 - レクサス盛岡開業。
- 2020年4月 - 岩手トヨペットの持株会社であるT-MIGが、岩手トヨタ自動車全株式をトヨタ自動車から取得[2]。
- 2025年6月 - トヨタカローラ南岩手、岩手トヨペットの持株会社であるT-MIGグループに合流[3]。

## 拠点
- 単独店舗
  - 盛岡支店 - 盛岡市上田2丁目19番40号
  - 本宮支店 - 盛岡市向中野2丁目19番33号
  - 盛岡北支店 - 盛岡市厨川3丁目12番10号
  - 盛岡南支店 - 盛岡市津志田中央2丁目1番35号
  - 紫波支店 - 紫波郡紫波町桜町字浦田6-1
  - 花巻支店 - 花巻市桜町1-568
  - 北上支店 - 北上市藤沢19-14
  - 北上南店 - 北上市相去町平林21-84
  - 水沢支店 - 奥州市水沢区佐倉河字鐙田98-1
  - 一関支店 - 一関市山目字十二神47-3
  - 千厩支店 - 一関市千厩町千厩字下駒場170-1
  - 遠野支店 - 遠野市松崎町白岩19-52-1
  - 釜石支店 - 釜石市千鳥町1-4-5
  - 久慈支店 - 久慈市大川目町3-16-3
  - 二戸支店 - 二戸郡一戸町鳥越字野月内舘65-1
  - 沼宮内支店 - 岩手郡岩手町大字江刈内3-31-7
  - 西根支店 - 八幡平市大更19-7-1
  - 大船渡支店 - 大船渡市大船渡町富沢41-8
    - 以前はネッツトヨタ岩手大船渡店との共同店舗（ネッツトヨタ岩手大船渡店が岩手トヨペット大船渡支店の建物内に移転）だった（現在はネッツ岩手は撤退）。なお、ネッツトヨタ岩手大船渡店の旧店舗は現在はトヨタレンタリース岩手大船渡店が入居。

- - レクサス盛岡 - 盛岡市東仙北2丁目15番25号

- ネッツトヨタ岩手との共同店舗
  - 宮古支店 - 宮古市磯鶏1丁目6-7（ネッツトヨタ岩手宮古店との共同店舗）
    - 岩手トヨペット宮古支店がネッツトヨタ岩手宮古店敷地に移転。なお、宮古支店旧店舗は現在は岩手三菱自動車販売宮古店が入居。

## 関連会社
- 岩手トヨタ自動車（トヨタ店）
- ネッツトヨタ岩手（ネッツ店：旧トヨタオート岩手）
- トヨタカローラ南岩手（トヨタカローラ店：旧トヨタパブリカ南岩手）：内陸の花巻以南及び沿岸の大船渡にて展開
- トヨタレンタリース岩手
- モトモチ商事:※「トヨペット商事」から社名変更。
- 北東北サンケイ広告（産経新聞の広告代理店）[4]

## Ｔ−ＭＩＧグループ以外のトヨタ車販売店
- トヨタカローラ岩手（トヨタカローラ店）：内陸の紫波以北及び沿岸の釜石、遠野以北にて展開
- ネッツトヨタ盛岡（ネッツ店：旧トヨタビスタ岩手）